# Nude on the Moon
Nude on the Moon è un film del 1961, scritto e diretto da Doris Wishman. 

## Trama
Uno scienziato organizza una spedizione lunare, insieme ad alcuni colleghi. Giunti sul posto, scopriranno che il satellite è abitato da lussureggianti donne, con poteri paranormali. 

## Produzione
Le scene ambientate sulla luna sono state girate in un campo naturista in Florida. 
Prodotto con un budget modesto, vede la partecipazione di attori non professionisti, accreditati con nomi falsi.  

## Distribuzione
Distribuito nelle sale americane nel settembre del 1961, ottenne un discreto successo di pubblico. 
A distanza di anni è diventato un cult movie. La Criterion Collection ha realizzato una copia rimasterizzata del film.

## Influenza culturale
Il gruppo The B-52's ha omaggiato il lungometraggio nell'omonimo album del 2002. 